# Нижня Салда
Нижня Салда́ (рос. Нижняя Салда) — місто, центр Нижньосалдинського міського округу Свердловської області.

## Географія
Місто розташоване на східному схилі Середнього Уралу, річці Салді (притоці Тагілу), за 205 км на північ від Єкатеринбурга та за 54 км на схід від Нижнього Тагілу.

## Історія
Поселення на місці нинішньої Нижньої Салди виникло 1758 року на місці поселень корінних жителів — вогулів, коли почалося будівництво залізноробного заводу на річці Салді, що належав Микиті Демидову.
З 1958 року Нижня Салда стає учасником освоєння космічного простору. Науково-дослідний інститут машинобудування (НДІмаш), що знаходиться на околицях міста, є одним з провідних підприємств по створенню ракетних двигунів малої тяги, використовуваних для орієнтації космічних об'єктів в просторі. 1971 року перша у світі космічна станція «Салют» з 32 двигунами, виготовленими в НДІмаш, була виведена на орбіту. Створеними в Нижній Салді ракетними двигунами малої тяги обладнані понад 800 космічних апаратів, у тому числі всі пілотовані та вантажні кораблі, модулі орбітальних станцій. У складі НДІ машинобудування є кисневий завод, продукція якого має попит по всій Росії.

## Населення
Населення — 17619 осіб (2010, 18067 у 2002).